# Heterochaete
Heterochaete — рід грибів родини Exidiaceae. Назва вперше опублікована 1892 року.